# Mochlodon suessi
Il moclodonte (Mochlodon suessi) è un dinosauro erbivoro appartenente agli ornitopodi. Visse nel Cretaceo superiore (Campaniano, circa 80 milioni di anni fa) e i suoi resti fossili sono stati ritrovati in Austria. 

## Descrizione
Questo dinosauro è noto attraverso alcuni resti sparsi e incompleti, comprendenti una mandibola, due vertebre (attualmente perdute), un parietale, una scapola, parte delle zampe anteriori e di quelle posteriori. La lunghezza di questo animale doveva aggirarsi sui due metri, e l'aspetto doveva essere quello di un piccolo erbivoro bipede dotato di zampe posteriori piuttosto allungate ma non eccessivamente specializzate nella corsa, mentre le zampe anteriori erano corte. Sulla base della mandibola, si suppone che il cranio dovesse essere piuttosto corto e alto.

## Storia della scoperta dei fossili e classificazione
Nel 1859 un amministratore di una cava di carbone, il signor Pawlowitsch, notificò all'università di Vienna che erano stati ritrovati alcuni fossili nella miniera Gute Hoffnung a Muthmannsdorf, in Austria. Una squadra capitanata da Eduard Suess e Ferdinand Stolička, quindi, scoprì numerose ossa di varie specie animali, tra le quali quelle di un dinosauro ornitopode. Trasportate nel magazzino del museo dell'università, le ossa non vennero descritte fino al 1871, quando Emanuel Bunzel descrisse le ossa del dinosauro come appartenenti a una nuova specie di Iguanodon: I. suessi (in onore di Suess). Nel 1881, Harry Govier Seeley revisionò il materiale e si rese conto che era ben distinto da quello attribuibile a Iguanodon; ecco la denominazione di un nuovo genere, Mochlodon, per la forma austriaca. Il nome generico deriva dalle parole greche mokhlos ("barra") e odon ("dente"), con riferimento alle creste mediane simili a barre presenti sui denti. Ad oggi, Mochlodon è l'unico dinosauro descritto sulla base di resti provenienti dall'Austria, insieme al piccolo anchilosauro Struthiosaurus, rinvenuto negli stessi luoghi.
Alla fine del Diciannovesimo Secolo il barone Franz Nopcsa notò una somiglianza tra alcuni fossili ritrovati in Romania, altri fossili francesi noti come Rhabdodon e i resti di Mochlodon; nel 1899 descrisse alcuni di questi fossili come Mochlodon inkeyi, poi li ridenominò come Rhabdodon inkeyi. L'anno seguente descrisse altri resti rumeni come M. robustum, ma nel 1915 concluse che tutto il materiale precedentemente studiato poteva essere incluso nel genere Rhabdodon; i resti austriaci vennero inclusi nella specie R. priscum. 
Successivamente, i resti di Mochlodon furono considerati un nomen dubium e praticamente dimenticati. Nel 2003, un nuovo studio ridescrisse M. robustus come una specie dell'ornitopode Zalmoxes, e Mochlodon venne nuovamente considerato un genere valido. Un altro studio del 2006, comunque, non riscontrò alcun carattere distintivo (autapomorfia) nei fossili di Mochlodon, e pertanto vennero nuovamente attribuiti a Zalmoxes sp.; un'identificazione definitiva, in ogni caso, darebbe al nome Mochlodon la priorità. La differenza stratigrafica tra i due generi (Mochlodon è del Campaniano inferiore, Zalmoxes del Maastrichtiano) suggerirebbe tuttavia una differenziazione almeno a livello specifico. 
Mochlodon e Zalmoxes sono considerati due membri dei rabdodontidi, un gruppo di ornitopodi dalle caratteristiche piuttosto antiquate, vissuti in Europa nel Cretaceo superiore, che vengono ritenuti rappresentanti basali ("primitivi") del gruppo degli iguanodonti. 